# ブローム・ウント・フォス
ブローム・ウント・フォス (Blohm + Voss) はドイツの造船・造機会社である。1877年4月5日にヘルマン・ブロームとエルンスト・フォスによって合名会社として設立された。造船所は自由ハンザ都市ハンブルク近郊のクーヴェルダー (Kuhwerder) 島に建設され、250mの岸壁を持つ1万5,000平方メートルの敷地と、3つの船台を有していた。会社のロゴは、角を丸めたダークブルーの四角形に白文字で「Blohm + Voss」と書いた簡素なものである。

## 概要

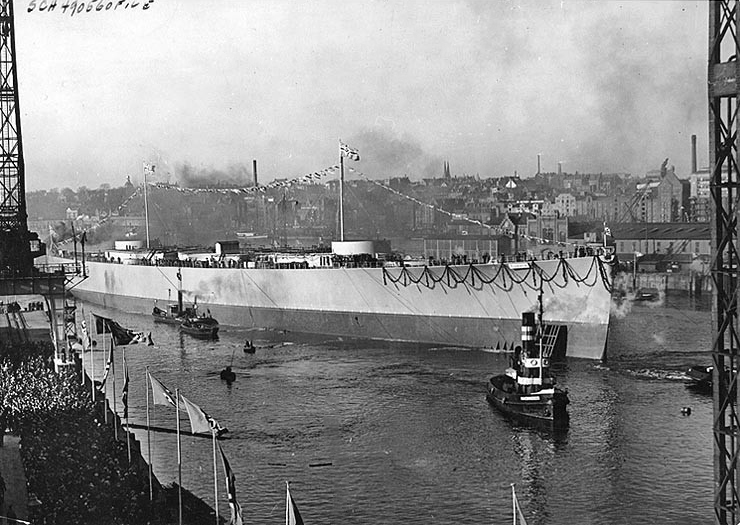
1939年、戦艦ビスマルクの進水式

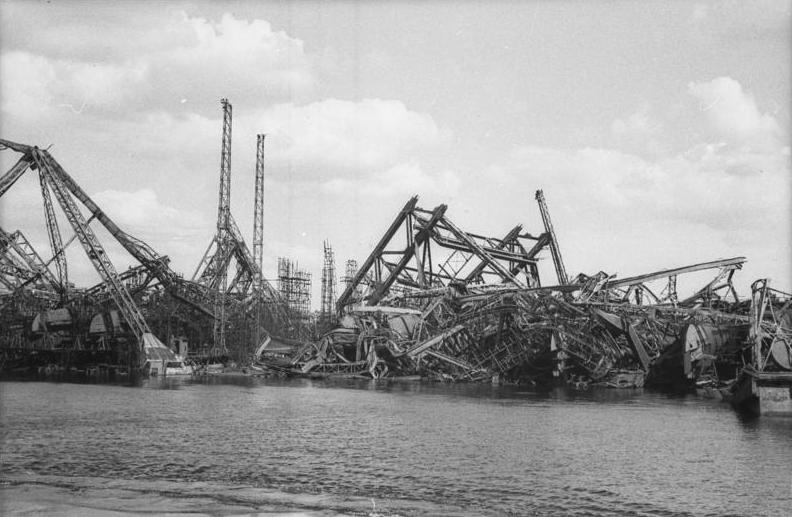
戦後、占領軍により爆破解体されたブローム・ウント・フォス（1948年）

同社は125年の間、船やその他の重機を造り続けた。連合国軍の空襲により第二次世界大戦の終わりにはほとんど完全に破壊されたが、その後再建され、現在もなお、ドイツ海軍向けや輸出向け（「MEKO型フリゲート」参照）に軍艦を、また多くの民間顧客のために石油採掘装置や船を建造している。
1930年頃から1945年まで、ブローム・ウント・フォスは航空会社ルフトハンザやドイツ空軍のための航空機の設計・製造も行った。同社が生産した航空機としては、巨大飛行艇や、左右非対称の構造を持った飛行機が名高い。航空部門は当初「ハンブルガー航空機製造 (Hamburger Flugzeugbau)」と称していたため、その飛行機は「Ha」という符号が付けられていたが、まもなく新たに与えられた「BV」の符号が付けられるようになった。
1944年7月から1945年4月まで、ブローム・ウント・フォスは、ハンブルク＝シュタインヴェーバーの自社の造船所に強制収容所の囚人を収容していた。「ブローム・ウント・フォス収容所」はノイエンガンメ強制収容所の下部組織であった。ハンブルク空襲によってブローム・ウント・フォスの施設は破壊され、連合国占領下ではモーゲンソー・プランに基づくドイツ重工業解体政策の一環として、さらなる施設解体処分が行われた。
1955年まで、会社名の表記は「Blohm & Voss」であった。
社名はドイツ語の文書では（場合によっては英語文書でも）「Blohm + Voß」と綴られる。今日ではブローム・ウント・フォスはキールのホヴァルツヴェルケ (Howaldtswerke) やエムデンのノルトゼーヴェルケ (Nordseewerke) とともにティッセンクルップ・マリーン・システムズ (ThyssenKrupp Marine Systems) の子会社となっている。

## 建造した船舶

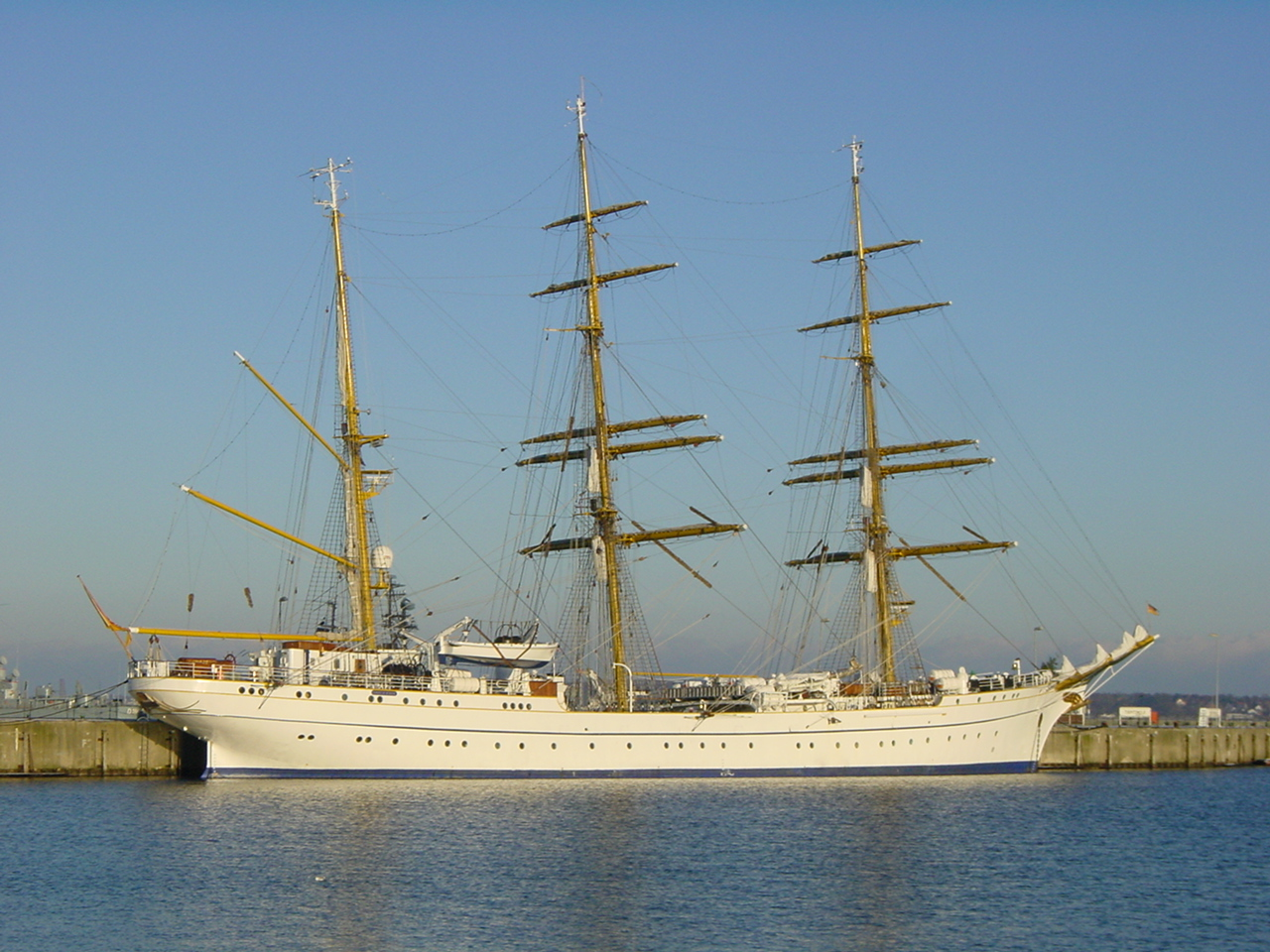
ゴルヒ・フォック（キール、2001年）

ブローム・ウント・フォスによって建造された船の一覧。

### 大型帆船
- フライングPライナー（ハンブルクの帆船運航会社）の各船 - ペツィリ (Petschili)、パミール (Pamir)、パサート (Passat)、ペキン (Peking)、ポーラ (Pola)、等
- ゴルヒ・フォック (Gorch Fock) 級練習船（3檣バーク型）
- NRP サグレス - ポルトガル海軍所有の3檣バーク型練習船

### 客船
- カップ・フィニステレ（後：大洋丸） - 1911年竣工の客船。第一次世界大戦後、賠償として日本に引き渡された。
- マジェスティック - 1922年竣工の当時世界最大の客船。
- ドイッチュラント - 1923年竣工の客船。
- オイローパ - 1930年代の大型客船。
- カップ・アルコナ - 第二次世界大戦終末近くに沈没し、多くの犠牲者を出した。
- ヴィルヘルム・グストロフ - 第二次大戦終末近くに沈没。世界最悪の海難事故となった。
- エクスプローラー - 洋上大学船として運航。
- プリンツェッシン・ヴィクトリア・ルイーゼ - ハンブルク＝アメリカ・ラインが運航するクルーズ客船。

### 自家用ヨット

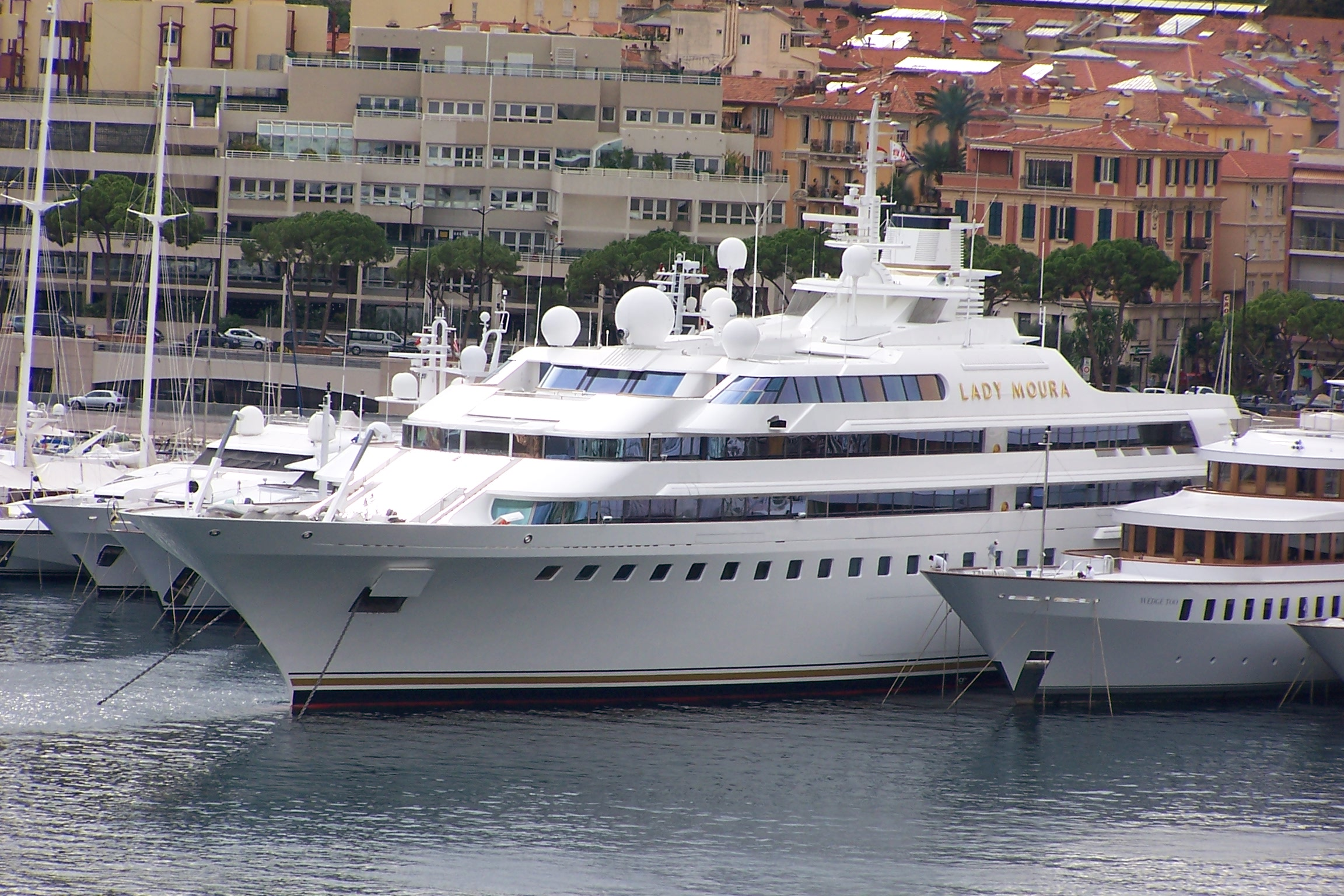
レディ・モーラ

- MV サヴァロナ - トルコのチャーター・ヨット。全長124mの世界最大のヨットの一つ。
- エニグマ - 現代のスーパーヨット。
- レディ・モーラ - 10番目に大きな自家用ヨット。

### 軍艦

#### ドイツ帝国海軍・第一次世界大戦
- 小型巡洋艦「ドレスデン」
- 水上機母艦「グリンデュア」 - 商船改造の軽水上機母艦
- 装甲巡洋艦「フリードリヒ・カール」
- 装甲巡洋艦「ヨルク」
- 大型巡洋艦「シャルンホルスト」
- 前弩級戦艦「カイザー・カール・デア・グローセ」
- 巡洋戦艦「ザイドリッツ」・「デアフリンガー」 - 2隻ともユトランド沖海戦で甚大な被害を受けたが、沈没を免れて母港に帰還した。

#### ドイツ国防軍海軍・第二次世界大戦
- 重巡洋艦「アドミラル・ヒッパー」
- 戦艦「ビスマルク」
- 機雷敷設艦/海防艦「チェタテ・アルバ」（ルーマニア海軍）[7]
- Uボート多数 - VII型、XVII型、XXI型、XXVI型など

#### ドイツ連邦軍海軍・第二次世界大戦以降
- ブレーメン級フリゲート「ラインラント＝プファルツ」（初代）
- ブランデンブルク級フリゲート「ブランデンブルク」
- ザクセン級フリゲート「ザクセン」
- MEKO型フリゲート
  - アルミランテ・ブラウン級駆逐艦（アルゼンチン海軍） - MEKO 360型
  - ナイジェリア海軍・駆逐艦「アラドゥ」 - MEKO 360型
  - ヴァスコ・ダ・ガマ級フリゲート（ポルトガル海軍） - MEKO 200 PN型
  - アンザック級フリゲート（オーストラリア海軍・ニュージーランド海軍） - MEKO 200 ANZAC型
  - ヴァラー級フリゲート（南アフリカ共和国海軍） - MEKO A-200 SAN型

## 航空機
1933年から1945年まで、ブローム・ウント・フォスは「ハンブルガー航空機製造社」を運営し、主任設計技師を勤めたリヒャルト・フォークトによる数々の個性的な航空機を製造した。最初は製造者コードとして工場名から「Ha」が割り振られたが、ブローム・ウント・フォス造船所との関連が強すぎたため、初期の航空機は「ブローム・ウント・フォス Ha・・・」と呼ばれることになってしまった。この混乱を収拾するため、1938年にドイツ航空省 (Reichsluftfartministerium) は強制的に製造者コードをBVに変更させた。この間に子会社からあらためてBV本社の部門に吸収された。
HaまたはBVの呼称で設計された航空機は以下のとおり。
- BV 40 - 滑空迎撃機
- Ha 137 - 急降下爆撃機（試作）

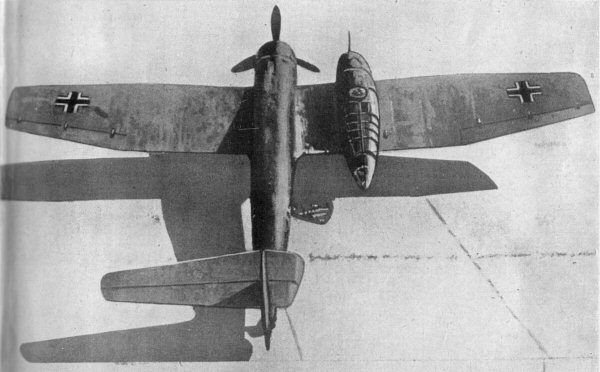
BV 141

- BV 138 - 哨戒飛行艇（初期のものはHa 138と称した。）
- Ha 139 - 長距離水上機
- Ha 140 - 雷爆撃飛行艇（試作）
- BV 141 - 偵察機（左右非対称な形態）
- BV 142 - 偵察機・輸送機
- BV 143 - 滑空爆弾（試作）
- BV 144 - 輸送機
- BV 155 - 高高度迎撃機（初めはMe 155と称した。）
- BV 222 ヴィーキング - 輸送飛行艇
- BV 238 - 飛行艇（試作）
- BV 246 ハーゲルコルン（雹） - 長距離レーダーホーミング滑空爆弾

第二次世界大戦後、ハンブルガー航空機製造 (Hamburger Flugzeugbau) という別資本の会社が現れ、現代まで航空機の製造を行ったが、この会社はブローム・ウント・フォス造船所とは無関係である。
BV社航空部門は戦後もかろうじて存続したものの、しばらくは航空機製造から離れ雌伏を余儀なくされた。フォークト博士もアメリカからの招聘で退社した。しかし1960年代に到ると持ち直し、1969年にメッサーシュミット、ベルコウから買収合併しメッサーシュミット・ベルコウ・ブローム（Messerschmitt-Bölkow-Blohm)となり、その後はエアバスの1部門として現在に到る。
なおMBB時代には戦前にフォークト博士と縁があった川崎重工とBK117ヘリコプターを共同開発している。

### 計画機
第二次世界大戦末期に計画あるいは開発されたが、結果的に試作機も完成しなかった航空機。
- ブローム・ウント・フォス P.170 - ３胴式の高速爆撃機。
- ブローム・ウント・フォス P.194 - レシプロ・ジェット混合動力攻撃機、左右非対称。
- ブローム・ウント・フォス P.208 - レシプロ推進式無尾翼戦闘機。
- ブローム・ウント・フォス P.212 - 無尾翼ジェット戦闘機。

他。